# حكومة التغيير والبناء (صنعاء)
حكومة التغيير والبناء أو حكومة الرهوي، هي حكومة تابعة لأنصار الله الحوثيون التي كُلِّف بتشكيلها أحمد غالب الرهوي يوم السبت 10 أغسطس 2024 خلفاً لحكومة بن حبتور، وصدر قرار رئاسي من رئيس المجلس السياسي الأعلى بتشكيلها يوم الأثنين 12 اغسطس 2024. وقد منح مجلس النواب (جناح صنعاء) الثقة للحكومة يوم الأحد 18 أغسطس 2018، غير أنها تفتقر للاعتراف الدولي نظراً لوجود حكومة أحمد بن مبارك المعترف بها دولياً والمشكلة من قِبَل مجلس القيادة الرئاسي برئاسة رشاد العليمي.

## أعضاء الحكومة
1. أحمد غالب ناصر الرهوي رئيساً لمجلس الوزراء.
2. محمد احمد أحمد مفتاح نائب أول لرئيس الوزراء.
3. جلال علي علي الرويشان. نائب رئيس الوزراء لشؤون الدفاع والأمن
4. محمد حسن اسماعيل المداني نائب رئيس الوزراء-وزير الادارة والتنمية المحلية والريفية
5. محمد ناصر العاطفي وزير الدفاع.
6. عبدالكريم أمير الدين الحوثي وزير الداخلية.
7. مجاهد أحمد عبدالله علي وزير العدل وحقوق الإنسان.
8. خالد حسين صالح الحوالي وزير الخدمة المدنية والتطوير الإداري.
9. محمد عياش محمد قحيم وزير النقل والأشغال العامة.
10. عبدالجبار أحمد محمد محمد وزير المالية.
11. معين هاشم أحمد المحاقري وزير الاقتصاد والصناعة والاستثمار.
12. رضوان علي علي الرباعي وزير الزراعة والثروة السمكية والموارد المائية.
13. حسن عبدالله يحيى الصعدي وزير التربية والتعليم والبحث العلمي.
14. جمال أحمد علي عامر وزير الخارجية والمغتربين.
15. عبدالله عبدالعزيز عبدالرحمن الأمير وزير النفط والمعادن.
16. علي سيف محمد حسن وزير الكهرباء والطاقة والمياه.
17. علي عبدالكريم علي شيبان وزير الصحة والبيئة.
18. علي قاسم حسين اليافعي وزير الثقافة والسياحة.
19. سمير محمد أحمد باجعالة وزير الشؤون الاجتماعية والعمل.
20 هاشم أحمد عبدالرحمن شرف الدين وزير الإعلام.
21. محمد علي أحمد المولد وزير الشباب والرياضة.
22. محمد أحمد محمد المهدي وزير الاتصالات وتقنية المعلومات.